# Imer
Imer település Olaszországban, Trento megyében. Lakosainak száma 1184 fő (2023. január 1.). Imer Mezzano, Sovramonte, Canal San Bovo és Primiero San Martino di Castrozza községekkel határos.

## Népesség
A település népességének változása:
| Lakosok száma | 1172 | 1195 | 1184 |
|               | 2017 | 2018 | 2023 |